# Eremobelba bellicosa
Eremobelba bellicosa är en kvalsterart som beskrevs av Balogh och Sandór Mahunka 1967. Eremobelba bellicosa ingår i släktet Eremobelba och familjen Eremobelbidae. Inga underarter finns listade i Catalogue of Life.